# Baie d'Okuma
La baie d'Okuma est une baie de la côte de Shirase, en Antarctique occidental, sur le bord occidental que la terre Marie Byrd, au sud de la terre du roi Édouard VII et au nord de la limite entre la mer de Ross et la barrière de Ross. Elle a été baptisée en l'honneur de l'homme d'État japonais Okuma Shigenobu.